# Financement et dette du secteur ferroviaire en France
 (novembre 2022).
Cet article traite du financement du secteur ferroviaire en France. Le thème de la « dette ferroviaire » est apparu dans les médias grand public à l'occasion du débat sur la réforme ferroviaire en juin 2014. Le secrétaire d'État aux Transports d'alors, Frédéric Cuvillier, déclarait ainsi que la dette qui « s'impose à nous [...] rend la réforme nécessaire ».
Cet article a pour vocation de présenter la situation jusqu'en 2014 du financement du secteur ferroviaire de la France, en en rappelant l'évolution récente et en discuter les enjeux.

## Le financement du secteur ferroviaire de l'origine jusqu'aux années 1990

### Les premiers temps
Le chemin de fer est apparu en France au début du XIXe siècle. Les premières lignes ont été d'initiative entièrement privée, réalisées et financées par des entrepreneurs. Elles répondaient à des besoins de transport de marchandises ou de minerai. À la fin des années 1830, le réseau français restait limité à quelques courtes lignes dispersées sur le territoire. Prenant acte de l'importance des investissements à mobiliser avant d'espérer un retour financier, la première loi d'ensemble sur le réseau, la loi de 1842  arrête le principe selon lequel l'État financerait « sur ses fonds » l'ensemble des infrastructures et stations des lignes, les compagnies à qui seraient données « à bail » l'exploitation des lignes ne gardant à leur charge que les investissements de la voie - y compris le ballast de pose - et du matériel roulant. Pour ce faire, les compagnies de chemin de fer étaient autorisées à faire appel à l'épargne publique, soit par émissions d'actions, soit - et cela deviendra le mode de financement très prépondérant - par l'émission d'obligations, portant un intérêt fixe et dont le remboursement est prévu dans la période de concession. Ce mode de financement qui reporte le remboursement du capital en fin de période, au moment où  il est attendu des lignes construites une croissance du trafic et des recettes à même de le permettre est adapté à de longues durées. Après la crise de 1847 et qu'il ait tenté diverses autres modalités d'intervention, l'État choisira d'accorder sa garantie à ces obligations, rassurant ainsi les prêteurs, et sans coût immédiat pour les finances publiques.
Dans les faits, devant le grand succès de ce nouveau mode de transport, les compagnies se proposèrent pour financer une part importante de l'infrastructure en contrepartie de l'octroi de concessions de longue durée et, après que les financements de l'État eurent « amorcé » la réalisation des premières grandes lignes (Paris-Dijon-Lyon en particulier), le financement de l'infrastructure par les compagnies privées devint très majoritaire. À la fin de 1883, alors que le réseau exploité atteint 26 000 km, 12,200 milliards de francs y ont été investis dont 8,971 apportés par les compagnies. C'est ce montant investi par les compagnies - pour sa part emprunt - qui constitue l'origine de la dette ferroviaire proprement dite.
Avec le développement du réseau, cette dette continuera de croître : le rythme de nouveaux emprunts nécessaire pour construire de nouvelles lignes est bien supérieur à celui des remboursements. L'ampleur des investissements nécessaires pour la création des lignes fait que les charges financières représenteront jusqu'à 45 % des dépenses dans les comptes des compagnies. Avant la Première guerre mondiale, l'industrie des chemins de fer présente une importance économique considérable : la capitalisation boursière des compagnies représentera jusqu'à 42 % de la capitalisation de la Bourse de Paris en 1900 et les émissions d'obligations entre 40 et 70 % du total des obligations émises sur le marché national. Cette dette étant garantie par l'État, elle est très sûre et les obligations des chemins de fer sont très populaires auprès des petits épargnants. Pour autant, jusqu'en 1914 et malgré les faillites de la compagnie de l'Ouest et de quelques lignes secondaires, la dette ferroviaire est bien vue comme « amortissable ». Avec les marges dégagées par l'exploitation, les compagnies elles-mêmes doivent assurer le remboursement des emprunts. L'État ne contribue pas aux dépenses d'exploitation : au contraire, les contrats de concession comprennent des contraintes commerciales : tarifs maximaux, obligation de transporter, tarifs réduits pour les militaires, etc. A l'issue des concessions, outre le droit d'exploiter les infrastructures concédées, qui sont sa propriété depuis le départ, les matériels roulants lui seront remis gratuitement et l'État sera à même d'exploiter lui même les lignes. De plus au titre de ses pouvoirs généraux, il prescrit des normes techniques pour la sécurité et la qualité de service et fixe des règles sociales supérieures à la norme commune (lois sur la retraite des cheminots de 1909 et 1911).
L'équilibre financier des compagnies repose sur la péréquation interne : les bénéfices des « bonnes » lignes - fréquentées et dont la construction est amortie - permettent de compenser les pertes des moins bonnes. Cet équilibre est fragile et à la merci des décisions des gouvernements. Ceux-ci, soucieux de faire profiter l'ensemble du territoire d'une desserte ferroviaire, forcent en effet l'extension du réseau sur des lignes de moins en moins fréquentées. Pour autant, même si l'État est amené à accorder des avances remboursables à certaines compagnies, de fait, avant la guerre de 1914, la dette ferroviaire n'est pas en tant que telle une préoccupation.

### L'entre deux guerres
L'équilibre économique du secteur ferroviaire sera totalement bousculé par la guerre de 1914-1918 qui aura de très nombreuses conséquences : dommages aux installations, priorité donnée dans l'exploitation aux objectifs militaires, inflation générale (les prix triplent à peu près entre 1913 et 1919). De plus, à partir de 1919, la loi des 8 heures est appliquée de manière très rigide et conduit à une perte de productivité considérable (les effectifs salariés passent de 350 000 à 450 000 cheminots). Certes, l'inflation fait fondre la dette en valeur réelle, mais l'augmentation des charges n'étant pas compensée par un relèvement des tarifs proportionnel, elle entraîne les compagnies dont le réseau est le moins fréquenté dans un déficit récurrent. Ce déficit sera d'autant plus gênant que les perspectives de fin prochaine des concessions les empêchent d'emprunter sur de longues durées. À partir de 1921, l'État organisera un fonds commun entre les compagnies et assurera une partie du service de la dette, mais cette mesure se révélera insuffisante dans la tourmente de la grande crise des années 1930.

### La SNCF
Finalement, l'État reprend la main et nationalise les compagnies en créant en 1937 la SNCF société d'économie mixte dont il a la majorité, qui reprend leurs droits et obligations. La convention qui la crée lui donne une capacité d'emprunt en reportant de manière uniforme le terme de l'ensemble des concessions à la fin de l'année 1982. De plus elle prévoit que l'État assure au départ son équilibre financier en lui versant des annuités compensatrices, destiné à combler le déficit constaté. Ce principe d'une subvention d'équilibre neutralise provisoirement tout impact potentiel d'un déficit d'exploitation annuel sur la dette, qui se trouve amortie au rythme naturel d'échéance des emprunts existants. Le montant de la subvention est maîtrisé par la fermeture, ou l'arrêt des travaux, dès 1938 de 5 488 km de « petites » lignes.
Certes, la convention stipule que l'équilibre « intégral » de l'ensemble des dépenses et des recettes de la société nationale devra être « assuré au plus tard pour l'exercice 1943 ». Mais d'autres événements bien plus graves reporteront la mise au point d'un plan de redressement ; en réalité la SNCF, toute jeune société d'économie mixte, ne connaîtra pas même deux ans complets d'exploitation avant la Seconde guerre mondiale.
Après celle-ci, les principes provisoires de la convention de 1937 resteront appliqués. L'État, par des contributions publiques diverses : indemnité compensatrice, subventions d'investissement, compensations de tarifs sociaux, contribution aux charges d'infrastructure, subvention pour retraites, etc., assurera l'équilibre intégral des comptes de la SNCF. Aux toutes premières années de l'après-guerre, la SNCF présentera même des comptes positifs ; mais la situation est exceptionnelle : pneus et carburant étant rationnés et le parc routier n'étant pas reconstitué, la SNCF est en quasi-monopole sur le marché des transports à moyenne et longue distance tout en bénéficiant d'un financement intégral de la reconstitution de ses infrastructures et du matériel roulant par le Plan Marshall. Très vite, les déficits ré-apparaissent et, à partir de 1949, le financement public concernera même - dans un premier temps de manière exceptionnelle - l'exploitation courante et plus seulement l'investissement. C'est en fait la loi de finances de 1952 qui acte un financement pérenne par l'État de l'exploitation en autorisant une modification de la convention de 1937 qui permet la prise en charge par l'État de 60 % des dépenses de maintenance du réseau et du déséquilibre du régime de retraites découlant de la baisse des effectifs. En 1955, les concours publics à l'exploitation atteignent 100 milliards de francs - dont 60 milliards de « subvention d'équilibre » - sur 470 milliards de francs de dépenses d'exploitation.
La dette ferroviaire proprement dite est maîtrisée et les charges financières restent inférieures à 5 % des dépenses de la SNCF. En fait, à travers l'indemnité compensatrice, l'État assure l'équilibre ex post des comptes et les emprunts ne sont nécessaires que pour les investissements dépassant la capacité d'autofinancement. Or, la SNCF est alors en priorité un transporteur de marchandises (en 1973 encore, le trafic fret représente 60 % de l'activité) et il y a peu d'investissements : les wagons sont pour nombre d'entre eux, notamment les wagons spécialisés, des wagons privés, les investissements d'infrastructure sont limités aux travaux de modernisation (électrification) et d'extension - les règles comptables des concessions dont est titulaire la SNCF classant les travaux de renouvellement comme des charges d'exploitation courante ; les grands travaux se concentrent sur la banlieue parisienne qui relèvent d'un régime de subventions spécifiques à travers le Comité des transports parisiens mis en place par  l'État dès 1938. enfin, l'inflation qui avait divisé par 20 la dette d'avant-guerre continue d'être élevée et continue d'éroder régulièrement la valeur réelle de la dette.
En réalité, à travers le mécanisme d'indemnité compensatrice - et cela lui sera reproché - la SNCF n'est soumise à aucune véritable contrainte d'ordre financier.
À la suite du rapport Nora (1967), qui recommande à la puissance publique de clarifier ses relations avec les entreprises publiques par la mise en œuvre d'une contractualisation et de leur imposer comme premier critère de gestion l'équilibre financier, la SNCF signa un contrat de programme (1969-1973, prolongé en 1975) avec l'État. Celui-ci s'accompagna début 1971 d'une modification du cahier des charges de 1937 sur trois points majeurs : plus grande autonomie de gestion - en matière tarifaire ou de desserte de lignes secondaires notamment, financement par l'État ex ante des sujétions particulières (charges de retraites, entretien des infrastructures) et prise en charge ex ante du coût d'obligations de service public contractualisées. En banlieue parisienne néanmoins, le système de l'indemnité compensatrice perdurera jusqu'à la fin des années 1990. En contrepartie de cette autonomie accrue et de la clarification du financement de l'État, la SNCF s'engage à équilibrer ses comptes à partir de 1974.
Malgré ces mesures de restructuration de la SNCF, le financement public ne fit que croître pour atteindre au début des années 1990 38 milliards de francs annuels (à mettre en regard d'un chiffre d'affaires de 56 milliards de francs). Et après la crise de 1974, ces financements croissants n'empêcheront pas la SNCF d'accumuler les déficits et de voir sa dette se mettre à « déraper » : en quinze ans, entre 1976 et 1990, son montant passe de 30 à 105 milliards de francs. C'est un résultat non prévu - en fait contraire à l'intention initiale - de la liberté de gestion accordée en 1971 par le nouveau cahier des charges : n'ayant pas pris toutes les mesures de gestion nécessaires au respect de l'objectif d'équilibre - et incapable de résister à des injonctions contraires de sa tutelle sur les dessertes ou sa politique de ressources humaines, et malgré son autonomie de gestion - la SNCF a été amenée, car elle le pouvait, à s'endetter pour couvrir des déficits courants.
Mais à un niveau de presque deux fois le chiffre d'affaires, la dette de la SNCF devient un sujet de préoccupation par lui-même. D'autant plus que, l'inflation ayant fortement reculé, bien plus que les taux d'emprunt du stock de dette, le coût réel de celle-ci devient très élevé.

## Principes d'un financement public du secteur ferroviaire

### Justification théorique d'un financement public
Le transport ferroviaire est une activité économique : rien ne s'opposerait donc à ce que ses coûts soient payés entièrement par les bénéficiaires, sans intervention publique. Pourtant, selon François Ecalle, ancien conseiller à;la Cour des comptes, les subventions reçues par la SNCF en 2021 se sont montées à 18,5 milliards d’euros, dont plus de 15 milliards de subventions aux TER, aux transports en Ile-de-France et 3,3 milliards venant combler le déficit du régime spécial des retraites des cheminots. Ces chiffres ne comprennent pas la reprise par l’Etat de 32 milliards d’euros de dettes de l’entreprise entre 2020 et 2022. Ces subvention existent également dans les transports aériens, chez Air France-KLM mais aussi dans certaines compagnies « low cost » qui conditionnent l’ouverture de certaines lignes à l’octroi de subventions par les collectivités locales desservies.
Deux motifs sont parfois avancés pour justifier le financement public de la SNCF, lequel représente donc plus de 50 % de son chiffre d’affaires :
1. L'intérêt pour les utilisateurs : les utilisateurs du transport ferroviaire paient un prix pour leur transport ; mais ce prix est - forcément - en dessous de la valeur qu'ils accordent à ce transport. L'écart entre cette valeur et le prix payé est le surplus des consommateurs. L’opérateur facturant au voyageur moins que la valeur qu’il retire du service rendu, ceci est parfois présenté comme justifiant un financement public. Mais, d’après la théorie économique, l’existence d’un surplus du consommateur n’est pas le signe d’un mauvais fonctionnement du marché, au contraire. Il existe dans tous les secteurs d’activité et participe à l’augmentation du niveau de vie. Rien ne s’oppose donc à ce que le coût du transport ferroviaire soit intégralement financé par les voyageurs du point du vue de l’intérêt des utilisateurs individuels.
2. L'intérêt social global : il s'agit là du coût des externalités : pollution, bruit, sécurité, économies de ressources renouvelables, limitation des gaz à effet de serre, etc. supportées par la collectivité mais non (ou mal) pris en compte par les utilisateurs. Par exemple, selon Thalys, les principaux avantages « externes » du Thalys sont les gains de congestion routière, qui ne profitent pas à ceux qui prennent le train… De même lorsque le train utilise la traction électrique, et que l'électricité consommée est produite avec peu d'émissions, un trajet réalisé en train va économiser des emissions de gaz à effet de serre par rapport à un trajet en véhicule à moteur thermique...Pour autant, ce sont des avantages à la collectivité publique.

Ce sont ces avantages globaux à l'ensemble de la collectivité qui justifient l'intervention de la puissance publique et amènent cette notion de service public distincte d'un simple service collectif. Bien entendu, la demande de services publics étant potentiellement illimitée, alors que les financements publics, résultant de prélèvements sur la production nationale, sont par nature limités, le montant des financements accordés doit être mis en regard des avantages attendus pour la collectivité. C'est la théorie de l'économie publique qui se fonde sur un bilan, en général monétarisé, des coûts et des avantages pour l'ensemble des acteurs. Une des difficultés conceptuelles posées par la réalisation de ce bilan est de s'accorder sur la monétarisation de ces avantages : quelle valeur faut-il accorder au temps gagné, à la préservation de la biodiversité, au bruit ou aux émissions de gaz à effet de serre ? L'exercice est à la fois difficile et contestable, la mesure des phénomènes n'étant pas directe (par exemple les émissions de gaz à effet de serre "grises" liées à la production des installations utilisées bien que souvent non négligeables sont difficiles à calculer), les valeurs unitaires reflétant souvent des priorités de nature politique et l'agrégation d'avantages de natures très différente n'étant pas forcément aisée à justifier. Néanmoins une analyse quantitative sur chacune des dimensions (combien de personnes exposées au bruit ? combien de tonnes de CO2 économisées ?) permet cette mise en regard des prélèvements publics en face des avantages attendus.
Cependant, alors que le coût financier d'un service du transport ne dépend que de ses caractéristiques d'offre, ce bilan social des avantages dépend de son environnement - au sens large : deux lignes semblables avec la même capacité, la même vitesse et les mêmes horaires n'auront pas la même utilité sociale selon qu'elles transporteront plus ou moins de voyageurs, qu'elles permettront de gagner plus ou moins de temps sur le trajet, qu'elles traverseront des secteurs plus ou moins sensibles ou que les solutions alternatives seront plus ou moins performantes. Ce dernier point est crucial : au début du chemin de fer, il n'existait pas d'autre mode de transport motorisé et la création d'un service de transport ferroviaire apportait un avantage extrêmement important en temps et qualité de transport. Mais le développement des technologies du transport automobile, collectif ou individuel et plus récemment en auto-partage, et du transport aérien ont contribué à diminuer significativement l'importance de cet avantage. Plus récemment c'est la décarbonation engagée des transports terrestres qui tend à diminuer significativement l'importance de l'avantage "climatique" du transport ferroviaire : au contraire la nécessité d'une infrastructure dédiée dont l'empreinte carbone est structurellement importante tend à réserver le chemin de fer à des lignes suffisamment circulées pour permettre l'amortissement de cette dépense carbone sur un nombre important de déplacements.
En théorie, selon le principe de mutabilité du service public, qui demande d'adapter continuellement le service public aux exigences de l'intérêt général, les modifications des avantages comparatifs devraient amener à réviser régulièrement l'importance du financement des différents services. De fait, la rigidité technique du mode ferroviaire rend cette adaptation peu aisée.
Il faut noter que dans le cadre de politiques sociales de redistribution, l'État et les collectivités locales peuvent décider de prendre en charge le coût des transports ferroviaires de certaines catégories d'usagers. Pour des raisons pratiques, ces aides peuvent prendre la forme de tarifs réduits accordés aux bénéficiaires par la SNCF, celle-ci étant alors chargée de vérifier leur éligibilité. Ce mécanisme, qui simplifie les circuits administratifs par rapport à des aides directes aux catégories d'usagers visées, entraîne des versements directs à la SNCF. Pour autant, ces financements publics ne peuvent, dès lors qu'ils sont vraiment ciblés, tels par exemple les concours apportés par l'État pour les tarifs réduits militaires et les transports de journaux, être considérés comme des financements des transports ferroviaires. En revanche, la généralisation d'aides initialement limitées à des parcours et des publics bien spécifiés - par exemple la transformation de l'abonnement de travail réservé aux ouvriers et employés pour leur parcours domicile-travail en abonnement libre circulation accessible à tous les usagers - en transforme profondément la nature pour en faire des aides au transports publics.

### Déficits et dette
Une entité s'endette lorsqu'elle contracte un emprunt, quelle que soit sa forme. Un prêteur lui avance les liquidités dont elle ne dispose pas au moment elle doit régler des dépenses qu'elle a réalisées : le prêteur attend en retour non seulement le remboursement de la somme avancée, mais également un intérêt qui est la rémunération du service qu'il a rendu en abandonnant l'usage de ses liquidités. Le prêteur prend le risque de défaut : si l'emprunteur se trouve dans l'impossibilité d'honorer ses engagements de paiement des intérêts ou de remboursement de la créance, il perd tout ou partie de ses créances. Il prend en compte ce risque dans le niveau du taux d'intérêt.
D'une manière plus détaillée, on peut distinguer pour une entité industrielle et commerciale produisant des biens et services trois grandes raisons de s'endetter :
- le besoin en fonds de roulement (BFR) : les recettes ne sont perçues qu'après que certaines dépenses liées à leur production ont été réalisées et ce décalage entraîne un besoin permanent en liquidités, le fonds de roulement. En matière de transport ferroviaire, par exemple, les régions ne paieront leur contribution à la SNCF que sur la base du « service fait », après que les salaires des cheminots ayant produit le service ont été payés ;
- le financement d'investissements : des investissements préalables sont souvent nécessaires pour permettre la création de nouveaux services, dont les recettes sont futures et souvent attendues sur de longues durées. Il est rare que l'entité dispose de l'ensemble des fonds pour les réaliser ; mais si les recettes attendues par cet investissement permettent de rembourser l'emprunt, il est raisonnable de s'endetter. C'est la situation rencontrée pour les nouvelles lignes (LGV) mais aussi les achats de matériel roulant et, en fait, tous les investissements ferroviaires. Un investissement non rentable laissera une dette non remboursée. S'y ajoutent également les investissements financiers dans des sociétés ; les EPIC ferroviaires stricto sensu procèdent peu à de tels investissements pour leurs activités propres, mais le groupe SNCF réalise régulièrement de tels investissements : par exemple, il a pris le contrôle de Geodis, Keolis et ERMEWA ;
- le déficit de l'exploitation : si les recettes totales sont inférieures aux charges et qu'il n'y a pas de liquidité disponible, il n'y a pas d'autre solution que d'emprunter. En théorie, c'est une situation provisoire : elle peut être due à un phénomène non reconductible ou au contraire nécessiter des mesures d'adaptation afin que des excédents puissent rembourser ces dettes.

Dans les faits, ce sont principalement les investissements et les déficits qui sont à l'origine de la variation de la dette, le BFR étant bien connu et peu variable.
L'existence d'une dette, même importante, n'est pas un problème en soi. Une entreprise comme Orange a pu voir sa dette monter à plus de 60 milliards d'euros du fait d'investissements très importants sans pour autant disparaître ; la question posée est de savoir si cette dette est « bonne » ou « mauvaise ».
Dans cette perspective, la note réalisée en 2004 par la Caisse des Dépôts et Consignations à la demande du rapporteur Hervé Mariton dans le cadre de son rapport sur « La clarification des relations financières entre le système ferroviaire et ses partenaires publics » distingue la  « bonne » dette et la « mauvaise » dette des EPIC ferroviaires selon qu'elle est ou non susceptible d'être « remboursée par leur activité ». La bonne dette ferroviaire serait celle qui peut être remboursée. S'agissant de Réseau ferré de France (RFF), la bonne dette serait ainsi celle amortissable à moyen et long terme par les péages reçus pour l'usage du réseau. Au contraire, la mauvaise dette, non amortissable, aurait vocation à être reprise par l'État, propriétaire des opérateurs publics.
Malgré sa simplicité, cette définition pose de nombreux problèmes et n'apparaît pas opératoire, car peu robuste aux variations des hypothèses : 
- ce ne sont donc pas les recettes mais les excédents d'exploitation qui mesurent la capacité de remboursement : les évolutions futures de productivité des acteurs, positives ou négatives, et donc des coûts de production font varier en sens contraire le volume actuel de « bonne dette » ;
- les opérateurs ferroviaires reçoivent des financements publics ; dès lors, la dette peut être ou non remboursable selon les mécanismes de financement : un déficit peut apparaître faute de financement une année et créer de la dette. Mais la qualification en « mauvaise dette » n'en est pas pour autant claire. Par exemple, l'État a laissé RFF inscrire à chacun de ses budgets de 2001, 2002 et 2003 des dotations en capital de 1,83 milliard d'euros mais n'a versé que 2,43 milliards d'euros au total, soit 3,06 milliards d'euros « manquants » ; la dette de RFF a augmenté de 2,42 milliards d'euros sur la période. On pourrait considérer que l'État, ayant promis des dotations, avait reconnu ainsi que cette dette était « mauvaise » : pour autant, le fait qu'il n'a pas versé ces dotations peut être interprété au contraire comme montrant qu'in fine l'État a estimé cette dette remboursable ; la forme choisie de dotations en capital - qui ne sont pas des aides[12] - renforce cette interprétation ;

Un critère a été posé pour la dette publique elle-même dans le rapport Pébereau . Celui-ci distingue la bonne dette publique, contractée pour financer des actifs venant accroître le patrimoine collectif de la Nation, de la mauvaise dette qui sert à financer « le renouvellement des équipements existants et les dépenses de fonctionnement courant [...] sans financer de nouveaux éléments d'actifs ». Selon M. Pébereau, qui fait là une distinction non prévue par les critères de convergence de Maastricht, une dette publique n'est vraiment « mauvaise » que si elle n'a pas de contrepartie en actifs pérennes : en revanche, il est raisonnable de s'endetter et donc de faire porter par l'impôt une charge aux générations futures pour acquérir des actifs publics dont elles bénéficieront. Appliqué au transport ferroviaire, ce critère indique qu'il est légitime pour la collectivité de financer par la dette des infrastructures et équipements ferroviaires dont la valeur socio-économique est avérée même si les recettes commerciales ne permettent pas de les financer. En revanche, les déficits d'exploitation courants doivent être comblés par l'impôt (recettes courantes de la collectivité publique) : l'accumulation de déficits courants dans une dette ne crée pas d'actifs en contrepartie.
Dans un système où sont bien distingués des opérateurs qui produisent les services et les collectivités publiques organisatrices de transport et plus largement garantes d'un intérêt général, le schéma de financement sain est donc celui où les opérateurs sont à l'équilibre et reçoivent de la part des collectivités publiques des financements récurrents - provenant des recettes courantes des collectivités (impôt) - pour l'exploitation et ne s'endettent que « temporairement » pour acquérir des actifs rendus rentables financièrement par l'apport de subventions ad hoc des collectivités publiques - qui peuvent être financées par l'emprunt. C'est d'ailleurs ainsi que dans le mécanisme de l'article 4 du décret statutaire de RFF, les contributions de l'État et des collectivités publiques permettant le financement des projets sont calculées pour que la dette restant à RFF soit remboursable.

## La crise de la dette ferroviaire depuis 1990
À compter de la fin des années 1980, la dette de la SNCF, jusqu'alors un peu négligée, devient une préoccupation particulière.
Dès 1985, le rapport du sénateur Masson mettait en évidence l'optimisme des hypothèses économiques prises en compte dans le contrat de plan État-SNCF 1985-1989 et alertait sur l'absence d'attention apportée au phénomène de l'endettement. Celle-ci fut pourtant globalement conforme à la trajectoire prévue par les contrats successifs (Contrat d'entreprise 1979-1982, Contrat de plan État-SNCF 1985-1989), mais, avec l'augmentation des taux d'emprunt, la charge financière atteint les 10 milliards de francs annuels, soit plus de 15 % des recettes du réseau et devient un élément visible de contribution au déficit.

### La création du SAAD
À l'occasion du bilan du contrat de plan État-SNCF 1985-1989, le constat était posé que l'endettement de la SNCF était préoccupant et que, la SNCF étant « dans l'incapacité de rembourser », il fallait trouver les « conditions explicites » de l'amortissement de la dette.
C'est dans ce but que fut créé le 1er janvier 1991 par l'article 28 du contrat de plan État-SNCF 1990-1994 le Service annexe d'amortissement de la dette (SAAD). Permis par la directive européenne 91-440, c'est un mécanisme par lequel le budget de l'État prend régulièrement en charge des annuités de remboursement d'une part déterminée d'emprunts émis par la SNCF. Mis en place par un simple échange de lettres, ce mécanisme a un aspect comptable proprement « miraculeux » puisque que la dette n'est plus inscrite dans les comptes de la SNCF mais ne l'est pas non plus dans les comptes de l'État qui pourtant en prend à sa charge le remboursement. Hervé Mariton, député, dans son rapport d'information sur « La clarification des relations financières entre le système ferroviaire et ses partenaires publics »  l'a ainsi qualifié d'« OFNI » (objet financier non identifié). Ce caractère miraculeux découle en fait de la différence de qualification de l'échange de lettres entre la comptabilité de l'EPIC SNCF tenue selon les règles de la comptabilité générale où il est considéré comme un contrat et la comptabilité publique, dépendante du vote annuel du budget, qui ne peut le reconnaître comme un engagement spécifique. Cependant le caractère d'EPIC de la SNCF lui accorde la garantie de l'Etat.
À sa création, le SAAD prend en charge 38 milliards de francs de dette.

### Le transfert de la dette à RFF
Fin 1992, le sénateur Haenel suscite la création d'une commission d'enquête portant notamment sur la situation financière de la SNCF  qui met en évidence la question de la charge de la dette. Mais la mise au point du nouveau contrat de plan prévu pour la période 1995-1999 n'aboutit pas ; les syndicats s'opposent aux orientations envisagées. La SNCF connaît une grave crise. Pour en sortir, le gouvernement confie à Claude Martinand le pilotage d'un groupe chargé de se pencher sur l'avenir du transport ferroviaire en France.
Ce rapport posera un diagnostic clair : « le redressement ne saurait résulter uniquement de l'assainissement financier et d'une part de plus en plus grande de crédits publics pour des trafics de moins en moins importants » et « l'avenir du transport ferroviaire dépend pour l'essentiel de l'amélioration des performances de l'entreprise » qui doit passer d'une logique fondée sur l'investissement à une logique de la demande et du service.
Il s'agit de créer des perspectives pour la SNCF, qui se trouve dans une situation critique : à la fin de l'exercice 1996, sa situation nette sera d'ailleurs proche de zéro. Dans ce contexte, un nouvel EPIC Réseau ferré de France (RFF) est créé le 13 février 1997 par la loi no 97-135. Cet établissement se voit apporter en pleine propriété les voies et les infrastructures annexes (hors gares et centres d'entretien) auparavant portées au bilan de la SNCF en tant que biens de l'État "mis à disposition"  et dont la valeur nette comptable est appréciée à 134,2 milliards (20,5 Md€). En contrepartie, RFF reprend à sa charge un montant équivalent de dette. De plus la création de RFF s'accompagne d'un nouveau transfert de 29 milliards de francs (4,3 Md€) courants de la dette de la SNCF à celle du SAAD. En 1999, quatre milliards de francs (0,6 Md€) de dette de la SNCF seront à nouveau repris par le SAAD.
Au-delà de cet objectif immédiat de désendettement de la SNCF, la création de RFF et la régionalisation des TER réorganisent le modèle économique de la SNCF. Les subventions directes à la SNCF - hors SAAD et subventions pour les retraites - disparaissent pour soit être remplacées par des subventions à RFF, pour la construction et l'entretien des voies, soit être intégrées progressivement aux dotations globales de fonctionnement des régions qui, elles, passent des conventions avec la SNCF pour l'exploitation des TER. En fixant au départ des péages faibles, le besoin résiduel de subvention est concentré de manière conventionnelle sur RFF et la SNCF se retrouve dans une situation financière favorable destinée à favoriser de sa part un comportement d'entreprise, tel que souhaité par le rapport Martinand.
Ce dispositif est très différent de tous les plans de retour à l'équilibre de la SNCF précédemment tentés depuis 1969 :  la SNCF est d'abord mise à l'équilibre et l'amélioration de ses performances souhaitée par le rapport Martinand permet un nouvel avenir. En revanche, l'utilisation d'éventuels bénéfices n'est pas déterminée.
Qualifié par L'Expansion de « tour de passe-passe comptable », ce transfert de la dette depuis la SNCF vers le RFF sera critiqué par la Cour des comptes.

### Évolution de la dette ferroviaire depuis 1990
La dette ferroviaire, portée à l'origine par la seule SNCF, est constituée alors de trois parties : les dettes de la SNCF et de RFF et la dette du SAAD.
Cependant en 2007, Eurostat a demandé que le traitement du SAAD en comptabilité nationale soit modifié, au motif que l'engagement de l'État français, s'il ne valait pas, d'un point de vue juridique, reconnaissance de dette, s'assimilait en pratique à la contraction d'une dette vis-à-vis de la SNCF, dès lors qu'il s'était trouvé reconduit trois années de suite. La dette du SAAD a donc été réintégrée dans la dette générale de l'État avec effet rétroactif en 1994. Au sens strict, la dette ferroviaire exclut donc après 1994 celle du SAAD .
Le graphique ci-contre, qui s'appuie sur les chiffres publiés dans les rapports financiers de RFF et de la SNCF pour les dettes nettes des EPIC, montre leur évolution depuis 1990. Cette évolution est également retracée dans la note réalisée en 2004 par la Caisse des dépôts et consignations à la demande du rapporteur Hervé Mariton dans le cadre de son rapport sur « La clarification des relations financières entre le système ferroviaire et ses partenaires publics » et dans le rapport de Gilles Savary sur le projet de loi portant réforme ferroviaire.
La dette de la SNCF présentée ici est la dette nette de l'EPIC et non celle du groupe SNCF. Celle-ci atteint 7,4 milliards d'euros fin 2013, mais recouvre l'endettement lié à d'autres activités notamment le transport urbain (Keolis), la logistique et le transport routier (Geodis).

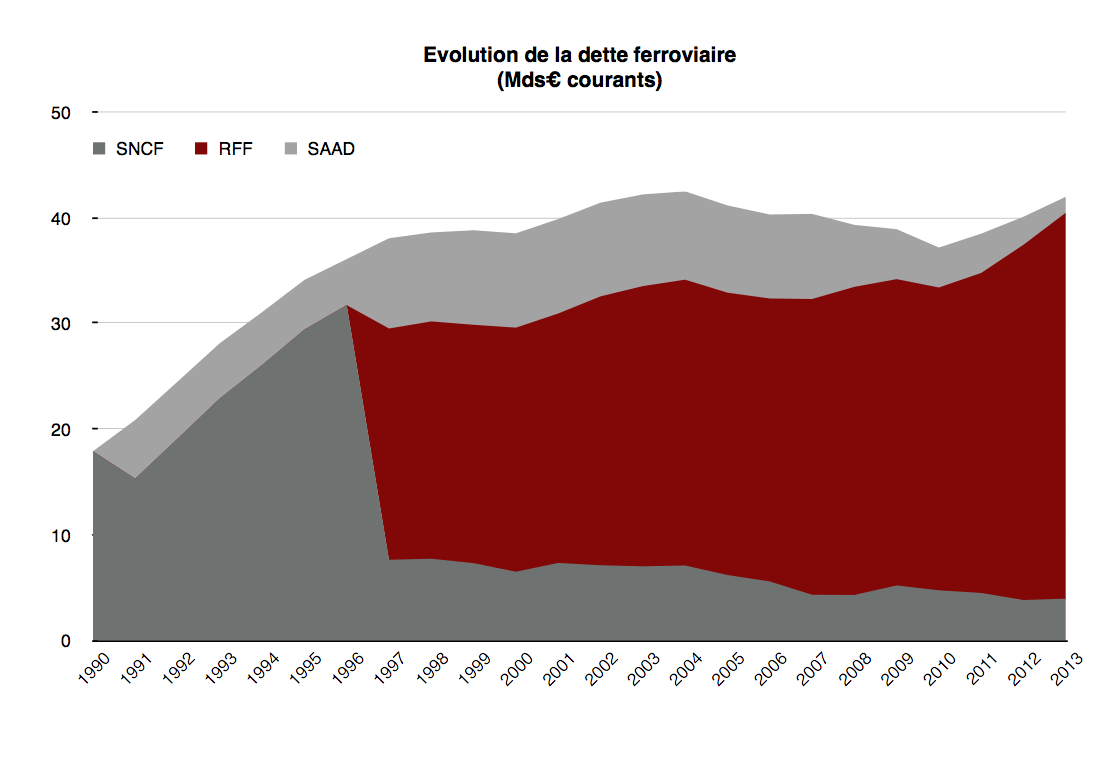
Évolution de la dette ferroviaire française de 1990 à 2013.

On peut distinguer plusieurs périodes :
- de 1990 à 1997 une croissance rapide de la dette globale, malgré la création du SAAD en 1991 ;
- de 1998 à 2009 une stabilisation au niveau global d'environ 32 milliards d'euros consécutive à la création de RFF et la mise en place de mécanismes de financement du secteur, s'accompagnant d'une diminution significative de la dette de la SNCF allégée en 1997 ;
- de 2010 à 2013 une nouvelle augmentation rapide de la dette globale, concentrée sur celle de RFF, la dette de la SNCF continuant de décroître.

Au sein de cet ensemble, on constate depuis 1997 une baisse continue de la dette de la SNCF et de celle de l'ex SAAD, qui est en voie de remboursement complet. Ainsi, malgré un statut initial ambigu, le SAAD s'est avéré être un mécanisme de reprise de la dette de la SNCF par l'État pour un montant total de 10,7 milliards d'euros.
Avec 36,5 milliards d'euros sur un total de 40,5 milliards à fin 2013, l'encours de la dette ferroviaire se retrouve concentrée chez RFF.

### La dette de RFF depuis l'origine
La dette de RFF représente en 2014 la majeure partie de la dette ferroviaire. Elle a crû de 20,5 milliards d'euros en 1997 à sa création à 36,5 milliards d'euros. Détenue par le propriétaire des infrastructures ferroviaires, elle est vue comme une dette d'infrastructure qui serait « structurelle ».
Toutefois, il n'est pas possible, une fois un stock de dettes accumulé, d'en distinguer directement l'origine : les liquidités sont indifférenciées et il est rare que les charges et produits soient rapportés à des actifs spécifiques (sauf concessions ou contrats particuliers). De plus l'imputation de recettes et de charges à un actif est délicate : en matière d'infrastructures ferroviaires, un investissement de renouvellement va très souvent comprendre une amélioration technique qui augmentera les performances de l'actif ; une nouvelle ligne profitera du trafic amené par le réseau existant, et donc de son renouvellement, etc. On ne pourra donner que des ordres de grandeur, néanmoins souvent suffisants, pour identifier l'origine de la dette.
Le montant de 20,5 milliards d'euros de dette initiale provient d'un souci d'équilibre du bilan d'ouverture de RFF ; il correspond à la valeur nette comptable (coûts historiques nets des amortissements et provisions) de l'infrastructure appréciée à 134,4 milliards de francs en 1995.
Il est intéressant de le comparer au coût historique total (net des subventions reçues par la SNCF) des infrastructures des lignes à grande vitesse alors existantes (LGV Paris-Lyon-Valence, LGV Atlantique, LGV Nord, LGV d'interconnexion) : celui-ci est de l'ordre de 7,5 milliards d'euros. Ces lignes de TGV étaient financièrement rentables pour la SNCF : certes, toutes n'atteignent pas la rentabilité de 15 % de la LGV Paris - Lyon grâce à laquelle la dette de construction était entièrement remboursée dès 1992, mais les bilans tirés a posteriori indiquent que toutes ont présenté une rentabilité positive, pas très loin des 8 % initialement exigés, et permettant donc de couvrir les intérêts et de rembourser une partie du capital de la dette. En 1997, au moment du transfert à RFF, une part plus ou moins grande - selon la date de mise en service et la rentabilité propre - de chaque ligne était déjà amortie financièrement et ce sont donc bien moins de 7,5 milliards d'euros qui restaient dus. Au sein de la dette reprise par RFF, le poids du réseau à grande vitesse est très minoritaire. Contrairement à une opinion très répandue, c'est donc principalement d'une dette due à un déficit « courant » accumulé que RFF a hérité.
Après la création de RFF, l'évolution de sa dette s'analyse à l'aune de ses comptes, dont Gilles Savary écrit dans son rapport qu'ils dénotent pour l'économie du gestionnaire de l'infrastructure (GI) « des singularités financières ».
En effet, en tant que GI, RFF a une ressource commerciale unique : les péages ferroviaires (redevances d'utilisation de l'infrastructure ferroviaire) acquittés par les entreprises ferroviaires empruntant le réseau, soit, jusqu'en 2005, la SNCF seule. En tant qu'opérateur industriel et commercial, il serait attendu que ces ressources, lui permettent de faire face à l'ensemble de ses charges à savoir :
- le fonctionnement du réseau au quotidien : la surveillance et l'entretien courant, ainsi que la gestion du trafic (les postes d'aiguillage et de régulation). Jusqu'en 2014 la loi prévoyait que ces missions étaient assurées par la SNCF, RFF la rémunérait pour cela ;
- le service de la dette ;
- les investissements de renouvellement destinés à maintenir le réseau en bon état ;
- les investissements de développement : les nouvelles lignes et les améliorations des lignes existantes ;
- le remboursement de la dette.

S'agissant des investissements, l'article 4 du décret statutaire de RFF limite sa participation financière à un projet au montant finançable par les recettes nettes attendues grâce à la réalisation de ce projet. En accord avec la tutelle RFF n'appliquait cette règle que pour les investissements de développement. Cette disposition, qualifiée parfois de "règle d'or," a pour objectif direct de prévenir tout surendettement lié à des investissements pas assez rentables financièrement. RFF ne réalise donc ces investissements que s'il bénéficie de subventions, essentiellement de la part de l'État ou des collectivités locales. Il faut relever que cette règle est très contraignante, car elle ne permet d'engager un projet que lorsque son financement est acquis, et conduit souvent à des polémiques, puisque le seul moyen pour RFF de diminuer la contribution demandée est d'augmenter les péages, au risque que la SNCF affirme alors que les services de transport ne sont plus rentables. De même les régions qui acquittent à travers les conventions d'exploitation avec la SNCF les péages liés à la circulation des services qu'elles organisent et qui voient des péages  augmenter du fait de la meilleure qualité de lignes apportée par des travaux qu'elles ont financés ont le sentiment de payer deux fois, alors qu'elles paient en fait par deux voies complémentaires.
Mais à sa création, l'équation économique de RFF est très particulière : le décret 97-446 d'application de la loi limite le montant des péages des années 1997 et 1998 à 0,9 milliard d'euros ; or, la seule rémunération de la SNCF pour le fonctionnement courant du réseau atteint 2,5 milliards d'euros. Certes, l'État verse une subvention annuelle (contribution aux charges d'infrastructure) de 1,8 milliard d'euros, mais elle ne suffit pas pour couvrir les amortissements du réseau ferré : le déficit d'exploitation de RFF atteint 600 millions d'euros. Dans ces conditions, RFF est très loin de pouvoir rembourser la dette et il connaît des déficits supérieurs à 2 milliards d'euros. Pour améliorer sa trésorerie et lui préserver des fonds propres positifs, l'État lui fera des apports en capital de 1,3 et 1,5 milliard d'euros en 1997 et 1998 ; ils ne seront néanmoins pas suffisants et la dette de RFF croît de 1,9 milliard d'euros en deux ans pour atteindre 22,4 milliards d'euros fin 1999.
En réalité si la SNCF a bien été mise dans une situation d'équilibre, il n'en pas été de même de RFF, dont l''équilibres n'est espéré qu'à terme.
De 1999 à 2003, ces principes de financement seront conservés mais les montants seront largement revus : les péages seront augmentés à 1,5 et progressivement 1,8 milliard d'euros, la subvention de l'État aux charges de l'infrastructure étant ramenée pour sa part à 1,6 puis progressivement 1,4 milliard d'euros. La rémunération de la SNCF pour le fonctionnement courant du réseau restant maîtrisée aux alentours de 2,6 milliards d'euros, le déficit d'exploitation est ramené à 200 millions d'euros. RFF connaît alors des déficits annuels significativement inférieurs à ceux connus à sa création mais qui restent très élevés : entre 1,4 et 1,7 milliard d'euros. Dans un premier temps, l'État augmentera ses dotations en capital à 1,8 milliard d'euros en 1999 et 2000, mais en 2001 et 2002 il ne versera que 1,1 et 1,4 milliard d'euros et rien en 2003. La dette qui avait légèrement diminué en 2000 repartira à la hausse pour atteindre 24,1 milliards d'euros fin 2003.
À compter de 2004, les modalités de financement de RFF seront modifiées. Les dotations en capital n'existent plus et RFF bénéficie de deux nouvelles subventions : une subvention pour les investissements de renouvellement et de mise aux normes (900 M€ en 2004 et 2005, 970 M€ en 2006, 985 M€ en 2007, 805 M€ en 2008) et une contribution au désendettement (800 M€ en 2004 et 2005, 730 M€ en 2006, 2007 et 2008). De 2004 à 2008, les péages augmenteront à 2,1 et progressivement 2,7 milliards d'euros, du fait notamment de la mise en service du TGV Est, mais la subvention de l'État aux charges de l'infrastructure sera ramenée à 1,1 et progressivement 0,7 milliard d'euros. Avec des contributions de l'État globalement décroissantes et alors que la rémunération de la SNCF pour le fonctionnement courant du réseau glisse pour sa part de 2,6 à 2,9 milliards d'euros, le résultat d'exploitation d'abord positif (+ 0,3 milliard d'euros en 2005) redeviendra négatif (- 0,2 milliard d'euros en 2005). Même si, grâce à la contribution de désendettement, la capacité d'autofinancement de RFF est légèrement positive entre 2004 et 2006, la dette continuera de monter, en liaison avec l'augmentation des investissements, pour atteindre 27,4 milliards d'euros fin 2008.
Après la décision de l'INSEE sur le SAAD requalifiant une part de la dette de la SNCF en dette d'État au motif que celui-ci avait versé des contributions régulièrement pendant trois ans, les contributions de désendettement à RFF, exposées  au même risque de requalification sont supprimées. Une nouvelle modification des modalités de financement est mise en œuvre à partir de 2009, en liaison avec une réforme de la tarification ferroviaire et la signature d'un contrat de performances État-RFF. Les péages sont revalorisés à 4 et, progressivement, 5,2 milliards d'euros en 2013. Les subventions de renouvellement et de désendettement sont supprimées et seule subsiste une subvention de fonctionnement globale qui décroît rapidement entre 2009 et 2013 de 1,2 à 0,1 milliard d'euros. En fait une part significative des péages est payée par l'État puisqu'il acquitte les redevances d'accès pour les TER, et les TET depuis 2008 : cette contribution est passée de 1,1 à 1,7 milliard d'euros entre 2009 et 2013. Parallèlement, la rémunération de la SNCF pour le fonctionnement courant du réseau évolue de 2,9 à 3,1 milliards d'euros.
À l'issue de dernière évolution, les comptes de RFF présentent une allure moins singulière : RFF a des ressources courantes supérieures à ses charges d'exploitation et dégage un résultat d'exploitation positif - qui décroît toutefois entre 2009 et 2013 de 1,6 à 1,1 milliard d'euros - et dispose d'une capacité d'autofinancement significative. Pour autant, l'augmentation extrêmement rapide des investissements nets - de 3,3 à 5,5 milliards d'euros entre 2009 et 2013 - qui concerne aussi bien les investissements de renouvellement passés de 1,5 à 2,5 milliards d'euros entre 2009 et 2013 que les projets de LGV, avec l'engagement de plusieurs lignes nouvelles, nécessite des financements bien plus importants. La dette atteint 36,5 milliards d'euros fin 2013.

### La dette de la SNCF
L'évolution de la dette de la SNCF connaît deux périodes bien distinctes : avant et après la création de RFF.
Le contrat de Plan État-SNCF 1990-1994 donnait à l'entreprise une large autonomie de gestion avec l'objectif de réduire son déficit tout en lui accordant des subventions contractualisées a priori. Cet objectif fut atteint en 1990 et 1991 au prix d'opérations exceptionnelles et de modification de principes comptables alors critiquées par la Cour des Comptes. L'évolution défavorable des recettes de trafic induite par la stagnation puis la baisse du trafic, conjuguée à une augmentation des charges liée à des accords salariaux en 1991 et 1992 révélèrent une situation durablement compromise où SNCF se trouvait dans l'engrenage d'un endettement sans cesse croissant. La dette passe de 17,9 à 31,7 milliards d'euros de fin 1990 à fin 1996.
La réforme de 1997 modifie totalement les principes de financement de la SNCF. Elle est allégée d'une part très importante de sa dette et de l'ensemble des charges de l'infrastructure (exploitation, investissements). Au contraire, la SNCF est désormais rémunérée par RFF : l'exploitation de l'infrastructure, qui était un centre de coûts, devient une activité vendue avec un chiffre d'affaires de l'ordre de 3,5 milliards d'euros (gestion courante et intervention sur les travaux) et potentiellement des résultats. Les trains de la SNCF n'accèdent plus au réseau qu'en contrepartie de péages dont le montant total est bien inférieur à ces nouvelles recettes : 0,9 milliard d'euros les deux premières années. Certes, elle ne reçoit plus la contribution aux charges d'infrastructure (ni les subventions pour les investissements d'infrastructure), mais ses comptes s'améliorent sensiblement : à compter de 1997, elle dégage un excédent brut d'exploitation régulièrement supérieur à un milliard d'euros. Parallèlement est mise en place, d'abord sous forme d'expérimentation, puis sous la forme d'un transfert de compétences aux régions, la réforme des TER. Initialement de simples financeurs, les régions deviennent les clientes de la SNCF pour la production des services TER : le montant des conventions qu'elles contractent deviennent du chiffre d'affaires  de celle-ci; au-delà de cet impact comptable, l'affirmation de la compétence d'autorité organisatrice des régions les amènera à subventionner de nouveaux matériels roulants. Même si, entre 1997 et 2003, son résultat courant reste négatif ou très faiblement positif, des besoins d'investissement réduits et une gestion active de sa dette permettront à la SNCF de la réduire légèrement de 7,6 à 7 milliards d'euros de fin 1997 à fin 2003. À compter de 2004, avec la montée en puissance des TGV Méditerranée puis est-européen et le développement de l'activité TER, les résultats courants de la SNCF seront régulièrement positifs, malgré les déficits de l'activité fret, et la dette sera remboursée plus vite, diminuant de 7 à 3,9 milliards d'euros de fin 2003 à fin 2013.

### Dette ferroviaire: un nouvel engrenage?
De fin 1996 à fin 2013, la dette ferroviaire totale a évolué de 31,7 (36,1 avec le SAAD) à 40,5 milliards d'euros. En euros actuels (valeur décembre 2013), la dette de 1996 représente 41,1 (46,8 avec le SAAD) milliards d'euros. Ainsi, la dette ferroviaire a été stabilisée mais n'a pas diminué significativement. En revanche, elle est maintenant concentrée chez RFF. Elle est repartie à la hausse ces dernières années.
En réalité, cet historique montre qu'elle est peu ou prou stabilisée, au prix d'un important financement public de l'exploitation courante. Elle s'est remise à croître avec l'augmentation des investissements, mais une grande partie de ceux-ci sont rentables : soumises aux dispositions de l'article 4 du décret statutaire de RFF, les lignes nouvelles sont suffisamment subventionnées pour que les emprunts qu'elles nécessitent soient remboursables par des recettes futures raisonnablement certaines, notamment parce que les calculs prennent en compte des marges pour risques. Les financeurs externes (et notamment les collectivités locales) ne s'y sont pas trompés en demandant que soit prévue, par des clauses de retour à meilleure fortune, la rétrocession de la marge pour risque non consommée. Ce mécanisme a d'ores et déjà joué pour la première section de la LGV Est.
En revanche, les dépenses de renouvellement n'apparaissent financées que partiellement. Mais cette problématique est maintenant prise en compte par la loi sur la réforme ferroviaire, à l'occasion de laquelle le Sénat a introduit des dispositions explicites pour que le financement des investissements de renouvellement, et non plus seulement de développement, soit assuré de matière pérenne. L'ARAF sera chargée de contrôler l'effectivité des dispositions prises.

## Les concours publics au transport ferroviaire
Les modalités du financement public du secteur ferroviaire ont régulièrement évolué au fil des réformes : création de RFF, affirmation des Régions comme autorités organisatrices des TER, décentralisation du STIF, contrat RFF-État, conventionnement des trains d'équilibre du territoire (TET) avec l'État.
La situation des concours 2013 est donnée ci-après.
Il faut remarquer que les données relatives aux concours publics ne sont pas toujours facilement accessibles pour diverses raisons :
- des concours versés par les collectivités font partie en termes comptables du chiffre d'affaires des opérateurs qui ne les distinguent pas des recettes directes perçues auprès des voyageurs ;
- certains concours sont soumis à la TVA, alors que les comptes des opérateurs sont hors taxes ;
- les concours effectivement versés ne sont pas forcément ceux votés, soit pour des raisons de trésorerie (report des versements) soit parce qu'ils n'étaient qu'estimatifs.

En principe, les chiffres utilisés proviennent autant que possible de la Commission des Comptes des Transports de la Nation (CCTN) ; ils peuvent ainsi présenter des différences avec les données publiées par les opérateurs ou des collectivités.

### Concours à SNCF Réseau (ex RFF)
RFF perçoit des concours publics liés à l'exploitation :
- les redevances d'accès au réseau pour les différentes catégories de trains relevant d'une autorité organisatrice publique, à savoir les transiliens (et les RER circulant sur le réseau ferré national), TER et TET organisés respectivement par le STIF, les régions et l'État. Ces redevances d'accès sont réputées couvrir les charges fixes des lignes empruntées par les circulations correspondantes. En 2013, ces redevances ont représenté un total de 1,94 milliard d'euros dont 210 millions d'euros pour les lignes d'Ile-de-France utilisées par les transiliens, acquittés par le STIF, 1,34 milliard d'euros pour les TER et 390 millions d'euros pour les TET, acquittés dans les deux cas par l'État. RFF ne publie pas les détails des calculs conduisant à ces chiffres.
- une subvention d'État destinée à alléger les péages facturés aux trains de fret pour 110 millions d'euros.

Ce montant de concours représente 34 % environ des produits perçus par RFF. Ils sont en baisse depuis 2010 où ils avaient atteint 2,4 milliards d'euros.
Par ailleurs, RFF reçoit des subventions d'investissement, dans le cadre de l'article 4 de son décret statutaire. Celles-ci ont représenté 2,01 milliards d'euros en 2013, versées par les régions pour 750 millions d'euros, l'État pour 680 millions d'euros et divers autres financeurs dont l'Union européenne, des départements, des communes , etc. Ce montant varie assez sensiblement selon les années.
Au total, en 2013, RFF a reçu 4,1 milliards d'euros de contributions publiques.
En 2020, les subventions allouées à la SNCF s’élèvent à 17 milliards d’euros, d’après une commission du Sénat, au bénéfice de plusieurs branches : des subventions d’exploitation et d’investissement auprès de SNCF Voyageurs, des subventions d’investissements à SNCF Réseau et une participation de l’Etat au régime de retraite.

### Concours à la SNCF
La SNCF reçoit pour l'exploitation des concours principalement de ses clients publics autorités organisatrices :
- de la part de l'ensemble des régions pour les TER pour un total de 2,70 milliards d'euros.
- de la part du STIF pour les Transiliens pour 1,61 milliard d'euros.
- de la part de l'État au titre des TET pour un montant de 310 millions d'euros.

La SNCF ne publiant pas de comptes séparés par contrats ni même par activités, il n'est pas possible de déterminer précisément l'importance de ces contributions dans les activités qu'elles financent ; selon les plaquettes publiées par le GART, elles représenteraient environ 70 % des coûts d'exploitation des TER, 55 % des coûts du Transilien et 20 % des coûts des TET.
Il faut préciser que le conventionnement des trains d'équilibre du territoire a donné lieu à la création d'un compte d'affectation spéciale, « Services nationaux des transports conventionnés », dont le financement est assuré notamment par une taxe sur le résultat des grandes entreprises ferroviaires (TREF) et une taxe sur le chiffre d'affaires des services grande vitesse, dite contribution de solidarité territoriale (CST) dues essentiellement par la SNCF elle-même. Ces taxes affectées internes au secteur ferroviaire représentent un mécanisme de péréquation mais ne sont pas des concours publics au secteur. La part nette de concours publics externes est de 100 millions d'euros.
Les activités fret et TGV en revanche ne bénéficient pas de concours public. Au contraire, l'activité TGV à travers la CST finance spécifiquement les TET.
La SNCF reçoit également des subventions d'investissement principalement pour les matériels roulants, mais aussi pour les gares. Le total de ces subventions a représenté 920 millions d'euros en 2013, versés par les régions pour 560 millions d'euros et le STIF pour 260 millions d'euros et divers autres financeurs dont des communes , etc. Ce montant varie assez sensiblement selon les années, ainsi l'État a-t-il annoncé fin 2013 qu'il allait financer de nouveaux matériels TET pour 510 millions d'euros.
Enfin, la SNCF, en tant qu'entreprise à statut, est soumise à des dispositions particulières en matière de prestations sociales à ses salariés : à ce titre la CCTN recense notamment 3,34 milliards d'euros de concours au régime spécial de retraites dont bénéficient les cheminots et qui n'est équilibré que grâce à cette subvention de l'État. Pour autant, l'ensemble de cette contribution ne peut être considéré comme un concours au transport ferroviaire : en effet, le régime spécial présente un déséquilibre démographique - 275 000 bénéficiaires pour 155 000 cotisants  - lié en partie à la diminution régulière des effectifs de la SNCF et le taux de cotisation supporté par la SNCF est plus élevé que le taux de droit commun en comportant une surcotisation de 11,15 % dit « taux T2 » « destiné à contribuer forfaitairement au financement des droits spécifiques de retraite du régime spécial ». Dès lors que les avantages supplémentaires seraient bien pris en compte dans les surcotisations, la contribution publique ne ferait que prendre en charge les conséquences de cette diminution des effectifs. Mais avec un taux total de 42,33 %, inférieur au taux de 43,10 % appliqué en 1981 alors que l'espérance de vie était bien inférieure, il est clair que le forfait est bien inférieur au coût réel des avantages. Le régime spécial de la SNCF étant, après la réforme de 2008, similaire à celui des fonctionnaires de l'État, le taux « implicite » de cotisations de ce dernier régime (74,28 %) peut être utilisé pour déterminer le coût de ces avantages : c'est l'équivalent de 1,51 milliard d'euros de cotisations manquantes qui sont de facto financées par l'État. En termes d'assurance maladie, la situation est semblable : le régime spécifique distribue des prestations 11 % plus élevées et le taux de cotisation total supporté par la SNCF (9,75 %) est très inférieur à celui du régime général (15,9 %) alors qu'il devrait être supérieur de 1,8 point. L'écart de 7,95 % représente, en 2013, 400 millions d'euros de cotisations manquantes qui sont de facto supportées par la CSG.
Au total, en 2013, la SNCF a ainsi bénéficié de 7,2 milliards d'euros de contributions publiques.

### Comment sont utilisés les financements publics
Cette question est fondamentale ; toutefois, la SNCF ne publiant pas de comptes détaillés par activités, il n'est possible que de donner des ordres de grandeur découlant de recoupements. Les données de trafic proviennent de la CCTN.
- La plus grosse part des concours publics concerne les TER : 4 milliards d'euros en exploitation (RFF+SNCF) et environ 1 milliard en investissement (RFF+SNCF : matériel roulant, gares et lignes régionales). Les passagers (pour partie leurs employeurs) acquittent de l'ordre de 1 milliard d'euros en abonnements et billets. Le trafic correspondant représente 180 millions de trains-km et 14 milliards de voyageurs.km. Ainsi la circulation d'un TER coûte au total en moyenne 33 euros par km ; ce train transporte en moyenne 80 voyageurs qui paient 7 centimes d'euros par km, le contribuable en payant 35 centimes.
- Le deuxième plus gros bénéficiaire est l'activité Transilien : 1,8 milliard d'euros en exploitation (RFF+SNCF) et environ 500 millions en investissement (RFF+SNCF : matériel roulant, gares et lignes régionales). Les passagers (pour une grande partie leurs employeurs) acquittent de l'ordre de 1,1 milliard d'euros en abonnements et billet. Le trafic représente environ 60 millions de trains-km et 12 milliards de voyageurs.km. Les ratios correspondants sont : un train coûte en moyenne 55 euros par km ; il transporte en moyenne 200 voyageurs qui paient 9 centimes d'euros par km, le contribuable en payant 12 centimes.
- Les troisièmes plus gros bénéficiaires sont les cheminots : 1,9 milliard d'euros de prestations sociales. La question de la justification de ce financement par la politique des transports reste posée.
- L'activité TET reçoit pour sa part 700 millions d'euros en exploitation (RFF+SNCF). Les passagers acquittent de l'ordre de 800 millions d'euros en abonnements et billets. Le trafic représente environ 40 millions de trains-km et 7 milliards de voyageurs.km. Un train coûte en moyenne 38 euros par km ; il transporte en moyenne 180 voyageurs qui paient 11 centimes d'euros par km, l'usager du TGV et le contribuable en payant 10 centimes.
- Le TGV reçoit pour sa part de l'ordre de 1,5 milliard d'euros en investissement. En revanche, il est contributeur interne pour 200 millions d'euros. Les passagers acquittent de l'ordre de 5,8 milliards d'euros en abonnements et billets. Le trafic représente environ 140 millions de trains-km et 54 milliards de voyageur.km. Un train coûte en moyenne 42 euros par kilomètre ; il transporte en moyenne 390 voyageurs qui paient 11 centimes d'euros par km, le contribuable en payant 3 centimes.
- Enfin l'activité fret reçoit 100 millions de subvention d'exploitation (allègement des péages). Les chargeurs acquittent de l'ordre de 1,4 milliard d'euros. Le trafic représente environ 70 millions de trains-km et 32 milliards de tonnes.km. Les ratios correspondants sont : un train coûte en moyenne 20 euros par kilomètre ; il transporte en moyenne 450 facturés 5 centimes d'euros par km, le contribuable en payant 0,3 centimes.

### Les perspectives
La question de la dette ferroviaire n'est qu'une conséquence de celle du financement du secteur ferroviaire et de la soutenabilité sur le long terme du développement du financement public. En 1995, Claude Martinand indiquait que le « redressement ne saurait résulter uniquement d'une part de plus en plus grande de crédits publics pour des trafics de moins en moins importants », c'est pourtant ce qui s'est passé en moyenne sur les TER, dont le trafic a certes crû, mais beaucoup moins vite que les crédits publics affectés.
Il indiquait également que « l'avenir du transport ferroviaire dépend pour l'essentiel de l'amélioration des performances de l'entreprise » ; cette dernière piste méritera d'être creusée. En effet, les coûts de production de la SNCF restent élevés, comme le montre le marché du fret ferroviaire sur lequel les entreprises concurrentes présentent des coûts inférieurs de 20 % et plus, et continuent de croître au-delà de l'inflation. Cette situation de dérive des coûts n'est pas tenable à terme.

## Des points de débat

### Le SAAD, un exemple de non-décision?
Hervé Mariton l'avait qualifié d'OFNI (objet financier non identifié) car l'encours de sa dette n'apparaissait ni dans les comptes de la SNCF, ni dans ceux de l'État, bien qu'il atteigne 8,7 milliards d'euros à fin 2003.
De fait, le SAAD n'avait pas de ressources autres que des subsides versés annuellement par l'État (677 millions d'euros en 2003) sans que la dette correspondante soit prise en compte dans la dette de l'État. Selon ses détracteurs, le SAAD n'avait été imaginé que dans le but de masquer comptablement une partie de la dette de la SNCF, de façon à la sortir de l'endettement public, limité par les engagements européens de la France (les critères de Maastricht). À défaut d'une reprise directe, l'État aurait dû loger cette dette dans une nouvelle structure comme il l'a fait pour la dette de la Sécurité Sociale (portée par la CADES) ou comme l'État allemand l'a fait pour la dette ferroviaire en 1993 (transférée à un organisme ad hoc, le BundesEisenbahnVermoegen, ou BEV, Fonds fédéral pour le passif ferroviaire, créé en 1994).
Finalement, les normes statistiques européennes s'imposeront à l'INSEE qui, en 2007, devra retraiter la dette du SAAD comme dette de l'État depuis 1994. Depuis lors, elle est gérée par la Caisse de la dette publique. L'imagination juridique et comptable des administrations de l'État et de la SNCF qui ont inventé le SAAD en 1990 a permis durant plus de quinze ans de ne pas afficher l'encours de la dette mais, au-delà du déni de réalité que manifeste un tel choix, ce mécanisme a rempli l'objectif qui lui était assigné d'alléger la dette de la SNCF par des subventions de l'État.
Le SAAD s'avère donc être un exemple de reprise de la dette de la SNCF par l'État français. Contrairement à l'exemple allemand, sa mise en place ne s'est accompagnée d'aucune réforme de structure du système ferroviaire et n'a pas par elle seule modifié la trajectoire de l'endettement dont l'augmentation n'a été que retardée.

### RFF, une structure de défaisance?
À sa création, RFF a été parfois présenté comme une structure de défaisance de la dette ferroviaire. En effet, en échange d'actifs - les infrastructures du réseau ferré national - RFF a repris à sa charge 20,5 milliards d'euros de dettes de la SNCF qui a ainsi évité la faillite.
Peut-on néanmoins considérer que RFF s'est vu transmettre au-dessus de leur valeur des actifs « à haut risque » qui caractérisent une structure de défaisance ? Non.
Un premier point est que l'allègement du haut de bilan de la SNCF s'est accompagné d'un bilan d'ouverture de RFF équilibré ; un audit mené en 1995 par le cabinet Coopers et Lybrand avait permis d'arrêter la valeur nette comptable de l'infrastructure à 134,4 milliards de francs et c'est ce montant de dette qui a été transféré. Certes, la valeur nette comptable ne représente pas forcément la valeur des biens ; ainsi, lorsque les normes IAS/IFRS imposant la comptabilisation des actifs à leur juste valeur seront rendues obligatoires pour l'exercice financier 2005, RFF dépréciera la valeur de ses immobilisations de 10,13 milliards d'euros. Mais cette provision pour dépréciation sera reprise en 2008. Autrement dit, rien ne prouve que la « juste valeur » de l'infrastructure ferroviaire ne correspond pas au montant de dette repris.
Et ceci est lié au second point qui fait que RFF n'est pas une structure de défaisance : les actifs qui lui ont été remis sont indispensables à la SNCF et la production de services de transport ferroviaire : les trains roulent sur les voies. Les voies sont des actifs dont il n'est pas envisageable de se défaire ou de liquider, comme a pu par exemple le faire le Consortium de Réalisation avec les actifs à risque qu'il avait repris au Crédit Lyonnais, sans modifier l'offre de transport ferroviaire. D'ailleurs, même les lignes non utilisées, qui pourtant coûtent chaque année des frais d'entretien, sont difficiles à céder.
Le rôle de RFF est celui d'une structure de cantonnement : il a reçu une dette à sa création et il doit veiller par un comportement raisonnable à ce qu'elle reste maîtrisée.

### La dette ferroviaire est-elle une dette d'État?
Un des sujets récurrents sur la dette des opérateurs ferroviaires est son caractère public. Dans la mesure où d'une part la SNCF et RFF mettent en œuvre des politiques de service public largement décidées par l'État et, d'autre part, sont des EPIC d'État, leur dette devrait selon certains, être prise en charge par l'État et donc devenir de la dette publique : le problème de la dette des opérateurs serait ainsi résolu, en fait dissous dans celui de la dette publique. Jusqu'en 1982, la dette de la SNCF bénéficiait d'ailleurs de la garantie de l'État.
Il est vrai que, de par son statut, un EPIC bénéficie d'une garantie implicite de l'État : en théorie, un créancier d'un EPIC non payé pourrait se retourner vers l'État. Dès lors, celui-ci peut avoir intérêt à éviter les difficultés liées à cette procédure en reprenant préventivement une partie de sa dette ; c'est cette partie-là seulement qui sera de la dette publique. C'est ce qui a été fait avec le SAAD. La reprise de dette des opérateurs n'est cependant pas liée aux missions de service public dont ils peuvent être chargés, mais à leur propriété : ainsi lorsque Eurotunnel ou la société Orlyval ont rencontré des difficultés économiques, ce sont les actionnaires et les prêteurs qui ont supporté les déficits, sans aucun financement des concédants publics.
Dès lors qu'elle correspond bien à des investissements rentables et à des besoins d'exploitation courants, une dette est « normale » pour un opérateur ferroviaire, quel que soit son statut.

### L'État doit-il financer l'infrastructure ferroviaire pour rétablir une juste concurrence?
Un des arguments soulevés pour justifier les déficits croissants de la SNCF à partir des années 1930 - et plus particulièrement après 1949 - a été la concurrence vue comme inéquitable des transports routiers de voyageurs et de marchandises. Plus tard, ce reproche a été étendu, lorsqu'elle s'est généralisée, à la voiture individuelle. Pour ses partisans, alors que le chemin de fer paie son infrastructure, les transports routiers bénéficient d'un accès gratuit aux voies de circulation financées par l'impôt : cette situation étant inéquitable, il reviendrait à l'État de compenser. C'est la position qui est exprimée par la nouvelle rédaction de l'article 19 de la convention du 31 août 1937 à l'occasion de sa modification en 1971.
Certains contestent la réalité de cet écart en rappelant que les recettes de la TICPE, acquittée principalement par les automobiles particulières et dont sont dispensés les transports ferroviaires, sont du même ordre de grandeur que les coûts d'entretien et de fonctionnement des voiries routières.
Au fond, il est très surprenant d'imaginer que l'intérêt général puisse systématiquement justifier le financement public de deux infrastructures pour rendre le même service. Ainsi, le rapport de la Commission des comptes transports de la nation de 1958 indiquait que la contribution de l'État aux dépenses de la voie de la SNCF, introduite en 1952, procédait « d'un souci de cohérence qui ne peut être qu'assez platonique tant que n'a pas été défini et explicité le mode de financement de l'infrastructure qui doit faire partie d'une véritable politique des transports. »
Lorsque cette disposition d'une participation systématique aux charges d'entretien de l'infrastructure ferroviaire fut proposée en 1951 par Antoine Pinay, alors ministre des travaux publics et des transports, dans un projet de loi « tendant à la réorganisation des transports ferroviaires et routiers et à l'assainissement financier de la Société nationale des chemins de fer français », elle suscita l'opposition de principe de la commission parlementaire compétente et ne put être introduite par le gouvernement que subrepticement : à l'occasion du vote du budget 1952, il obtint l'autorisation de procéder des modifications de la convention de 1937 non précisées. Pour manifester son désaccord, le rapporteur du projet de loi initial déposa un rapport supplémentaire proposant un projet de loi amendé, revenant sur cette disposition, mais sans succès.
La notion de concurrence entre un mode public subventionné et des activités libres n'a guère de sens. Le financement courant d'une infrastructure de transports par l'impôt ne se justifie qu'au regard des avantages à la collectivité apportés par l'infrastructure considérée, qu'elle soit ferroviaire, fluviale ou routière.